# Maol Chinn-dearg
Der Maol Chinn-dearg ist ein 981 m (3.219 ft) hoher, als Munro eingestufter Berg in Schottland. Sein gälischer Name kann in etwa mit Kahler roter Kopf übersetzt werden.  Der Gipfel liegt in der Council Area Highland in den Northwest Highlands in der weitläufigen Berglandschaft zwischen Loch Cluanie und Loch Quoich, etwa 35 Kilometer nordwestlich von Fort William. In der Bergkette der South Glen Shiel Ridge südlich von Glen Shiel in Kintail ist er der fünfthöchste von insgesamt sieben Munros.
Die South Glen Shiel Ridge erstreckt sich über etwa 14 Kilometer südlich des Glen Shiel vom Tal des Allt Mhàlagain, einem Zufluss des River Shiel, bis südlich von Loch Cluanie. Nach Norden wird die Bergkette vom Glen Shiel begrenzt, nach Süden von Glen Quoich, einem durch den Wester Glen Quoich Burn und den Easter Glen Quoich Burn durchflossenen Tal, sowie dem nur durch eine niedrige Wasserscheide getrennten Tal des River Loyne bis zum Beginn von Loch Loyne. Während die Südseite der Bergkette durchgängig steile und abweisende Grashänge aufweist, die nur durch einzelne Wasserläufe unterbrochen werden, ist die Nordseite deutlich mehr von felsigen Strukturen geprägt. Auf dieser Seite weist die Bergkette eine Anzahl nach Norden oder Nordosten führender Grate auf, zwischen denen sich große und steile Corries vom Hauptgrat bis fast auf den Talboden erstrecken. Der Maol Chinn-dearg liegt etwa in der Mitte der Bergkette. Wie alle Gipfel der South Glen Shiel Ridge weist er einen breiten, nach Nordost führenden Grat auf, den Druim Coire nan Eirecheanach, der weit in das Glen Shiel hineinragt. Westlich des durch einen Cairn gekennzeichneten Gipfels liegt auf dem Hauptgrat mit dem 902 m (2.959 ft) hohen Sgùrr Coire na Feinne ein weiterer, als Corbett-Top eingestufter Gipfel. Zwischen dessen Nordgrat, dem Druim Thollaidh, und dem Druim Coire nan Eirecheanach erstreckt sich das Coire a’ Chùil Droma Beag. Westlich schließt sich der Sgùrr an Doire Leathain an, der mit seinen 1.010 m (3.314 ft) Höhe wieder als Munro eingestuft ist. Östlich des Maol Chinn-dearg folgt in der in diesem Abschnitt sehr schmalen, teils ausgesetzten und felsigen Hauptkette der 1.021 m (3.350 ft) hohe Aonach air Chrith, der höchste Gipfel der gesamten Kette. Die Nord- bzw. Nordostgrate beider Gipfel sind durch das breite Coire nan Eirecheanach getrennt.

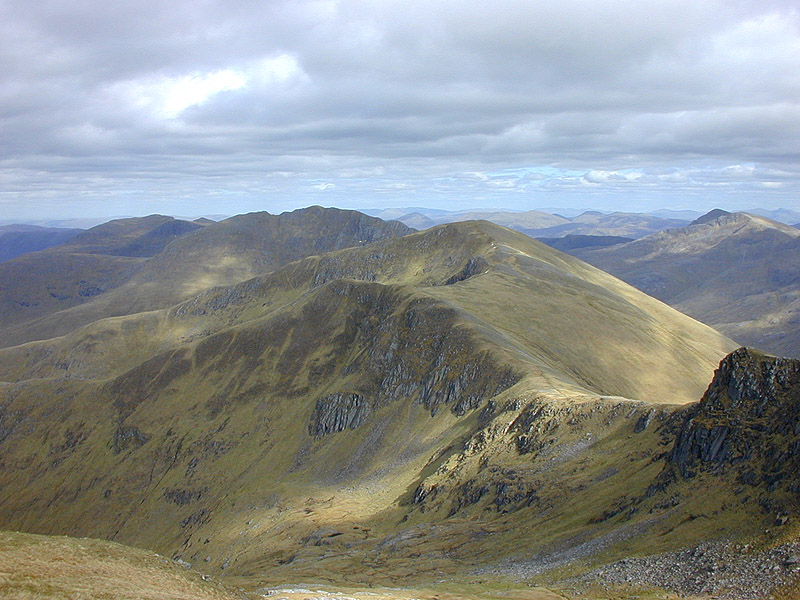
Blick vom Sgùrr an Doire Leathain über die South Glen Shiel Ridge nach Osten, im Vordergrund der Sgùrr Coire na Feinne, in Bildmitte der Maol Chinn-dearg, dahinter der Aonach air Chrith
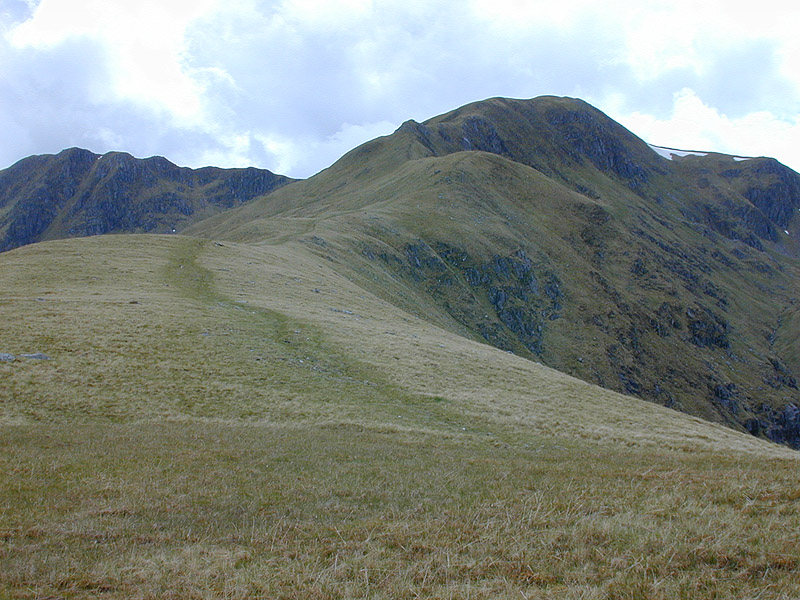
Auf dem Nordostgrat Druim Coire nan Eirecheanach, Blick zum Gipfel des Maol Chinn-dearg
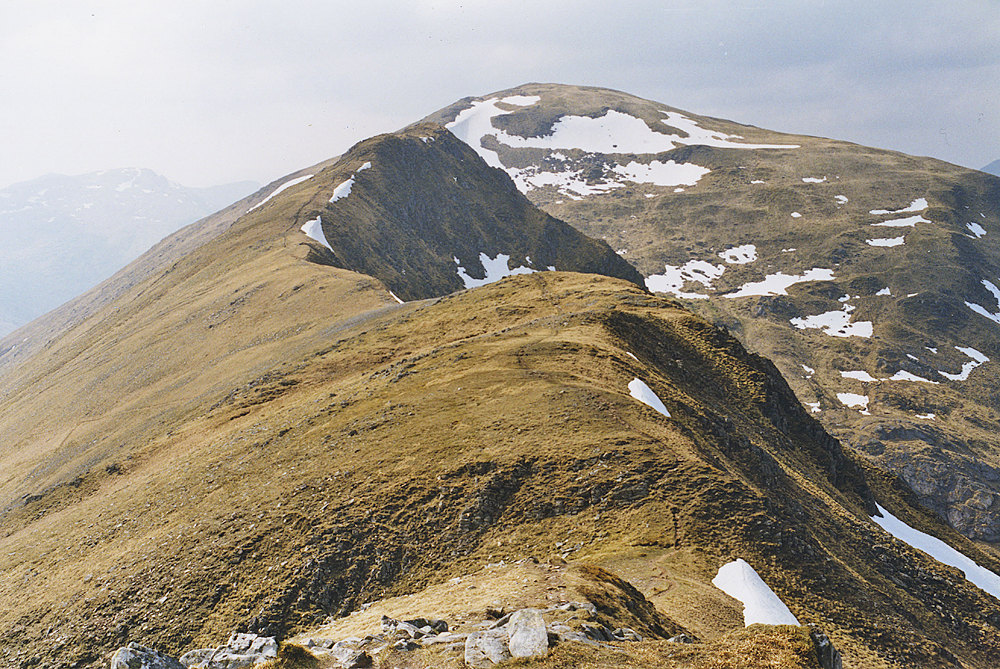
Die South Glen Shiel Ridge westlich des Aonach air Chrith, Blick zum Maol Chinn-dearg
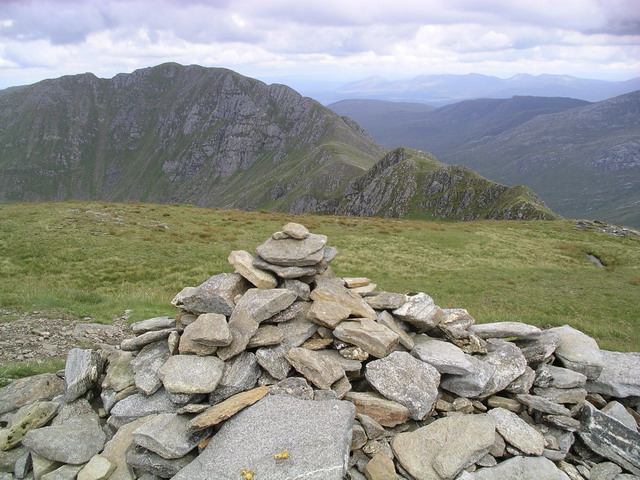
Der Gipfelcairn des Maol Chinn-dearg, im Hintergrund der östlich liegende Aonach air Chrith

Eine Besteigung des Maol Chinn-dearg ist sowohl isoliert als auch im Zuge einer Überschreitung der South Glen Shiel Ridge möglich, letzteres ist die von Munro-Baggern bevorzugte Variante. Die Überschreitung kann sowohl von Westen, beginnend mit dem 918 m (3.012 ft) hohen Creag nan Damh, als auch von Osten, beginnend mit dem 946 m (3.104 ft) hohen Creag a’ Mhaim, unternommen werden. Ausgangspunkt im Osten ist der Cluanie Inn an der A87 am Ostende von Loch Cluanie, im Westen die Malagan Bridge an der A87. Ein direkter Aufstieg auf den Maol Chinn-dearg über den Druim Coire nan Eirecheanach ist ebenfalls möglich, er kann über einen gut ausgebauten Jagdpfad, ausgehend von der A87 etwa drei Kilometer westlich des Cluanie Inn, erreicht werden. Aus dem Glen Quoich führt ein schmaler Jagdpfad von Süden steil im Zick-zack auf den Grat zwischen Maol Chinn-dearg und Aonach air Chrith, über den der Gipfel ebenfalls erreicht werden kann.